# سامي ماكمانوس
سامي ماكمانوس هو لاعب هوكي الجليد كندي، ولد في 22 أكتوبر 1911 في بلفاست في المملكة المتحدة، وتوفي في 1 يوليو 1976.

## وصلات خارجية
- سامي ماكمانوس على موقع دوري الهوكي الوطني (الإنجليزية)
- سامي ماكمانوس على موقع قاعة مشاهير الهوكي (لاعب أن.إتش.أل) (الإنجليزية)
- سامي ماكمانوس على موقع EliteProspects.com (الإنجليزية)
- سامي ماكمانوس على موقع HockeyDB.com (الإنجليزية)
- سامي ماكمانوس على موقع Hockey-Reference.com (الإنجليزية)